# Ariel (revista)
Ariel fou una revista literària i artística, publicada a Barcelona entre el maig de 1946 i el desembre de 1951. Se’n publicaren 23 números i 2 suplements sobre actualitats culturals. Va ser suspesa entre l’agost del 1948 i el juny del 1950, i va esdevenir una de les revistes clandestines més importants de la cultura catalana de la postguerra.
Fou fundada i dirigida per Josep Palau i Fabre, Josep Romeu i Figueras, Miquel Tarradell, Joan Triadú i Font i Frederic-Pau Verrié i Faget. Va néixer poc després que finalitzés la publicació de la revista Poesia, i perseguí l'objectiu d'apropar als més joves la cultura catalana, oficialment liquidada, tot responent a una concepció de l'art i la literatura classicista.

## Història i Evolució
Considerada una de les manifestacions més importants de la represa cultural de la postguerra, es poden identificar tres etapes en la seva activitat creativa. La primera, entre el maig del 1946 i l'abril del 1947, és considerada una etapa de cohesió. La segona, entre el juny del 1947 i el juliol del 1948, època en què escriptors més joves, com Jordi Sarsanedas o Joan Perucho s'incorporen a les files d'Ariel. I finalment, després d'un període d'interrupció que culminà el juny del 1950, apareix l'última etapa d'un any en el qual plomes encara més joves, com Albert Manent i Joaquim Molas, formaran part de la revista.

### Números Destacats
- En el primer número d’Ariel hi apareixen uns fragments de l’Odissea d'Homer en la traducció de Carles Riba.
- Es pot considerar el número 13, especialment el text “Arbre de flames” de Josep Romeu, com un moment d’inflexió en la revista, ja que en ell els seus membres reflexionen sobre les seves intencions, història i futur.
- L'enllaç d'Ariel amb el passat i la tradició poètica en són el propòsit central. Aquesta idea la reitera el mateix Romeu a l'article "Vitalitat d'una generació", al número 14, on parla d'acceptar els valors essencials i perennes, de joventut sana i segura. Una proposta de serenitat en un to d’antirebel·lia.
- El número 16 representa un dels pocs punts de contacte entre Ariel i Dau al Set, l'altra gran revista del moment, ja que s'hi publica un sonet de Joan Brossa, un dibuix de Josep Ponç, un article de Joan Perucho sobre la pintura de Ponç, i es parla de Joao Cabral de Melo.
- El número 18 és també important perquè clou una etapa, amb un text en què es fa evident altre cop la intencionalitat de la revista: la d'enllaçar amb el passat. Després del temps de suspensió, la represa de la revista va mantenir la seva línia editorial: acollir totes les tendències amb l'objectiu de revalorar i fer perviure a allò que en fos digne. L'aturada va suposar també un canvi de localització, i la revista passà a editar-se a París.
- En el darrer número, el 21, es torna a fer menció de Dau al Set, tot dient que es tracta d’una revista constructiva i conservadora, atreta pel misteri i que parla sobretot de coses antigues i mai vistes, la qual cosa aclareix la visió que un grup tenia de l’altre.

## Seccions i contingut
La revista pretenia fer una revisió del passat amb un notable rigor, per tal de mostrar allò que devia ser revalorat pels més joves. La seva voluntat, com la de l'anterior Poesia, va ser totalment eclèctica. Joan Triadú va dir d'Ariel que "estava entre l'avantguarda i la normalització, entre Foix i Riba." Així doncs, tot i seguir una clara línia classicista, s'hi pot trobar una empremta avantguardista, donada, en gran part, per les figures de Josep Palau i Fabre, Joan Perucho i Jordi Sarsanedas. Aquest eclecticisme, com es demostra en alguns números de la revista, és absolut. Alguns exemples en són el comentari sobre el llibre L'aprenent del poeta de Palau i Fabre al costat d'un article sobre Torras i Bages que fa Jaume Bofill al número 6. Contrasta també el pòrtic del número 7 i 8 dedicat a Prat de la Riba amb dos articles sobre Baudelaire i Picasso, o el número 9, dedicat a Montserrat, on hi podem trobar un article de Palau i Fabre sobre Van Gogh.
Hi predomina l'assaig crític de literatura i d'art, amb una voluntat d'exigència i de rigor crític. Hi podem trobar poemes de Riba, Foix, Carner, Espriu i Autors Joves com Joan Brossa, juntament amb dibuixos i gravats inèdits de Miró, Hugué, Clavé, Ràfols o Grau Sala.
A partir del número 19 la revista no portà títol. Els números d'agost i setembre de 1949 tingueren un suplement: Noticiari d'actualitats culturals.

## Col·laboradors
Entre els noms que se sumaren a la redacció hi trobem a Joan Barat, Alexandre Cirici, Francesc Espriu, Enric Jardí, Rosa Leveroni, Jordi Sarsanedas, Manuel Valls i Joan Perucho. Aquest últim digué: 
"Els que foren redactors d'Ariel, tothom els coneix ara, car ha estat rellevant el fet que es considerés, aquesta publicació, com la primera revista clandestina (o la segona?, si hom pensa en Poesia) que s'organitzava després de la Guerra Civil. Ens reuníem en diversos llocs: en els domicilis particulars o en els bars discrets del centre i les barriades".